# 勒德门
勒德门（Ludgate）又譯盧德門，是伦敦城墙上最西侧的大门。勒德门始建于罗马时期，后经历数次重建，最终于1760年被彻底拆除。這個大門的名稱「勒德」的意思是勒德王。勒德门这一名称通过名为勒德门坡街道而得以留存至今。从弗利特街、勒德门环形交叉口以及勒德门广场（Ludgate Square）向东延伸的路段就是勒德门坡街。